# Barichneumonites longicornis
Barichneumonites longicornis là một loài tò vò trong họ Ichneumonidae.